# Гуревич Наум Павлович
Наум Павлович Гуревич (10 листопада 1906, Маріуполь — 14 червня 1985, Одеса) — радянський партійний і громадський діяч. Почесний громадянин Одеси.

## Біографія
Народився 10 листопада 1906 в Маріуполі в сім'ї ремісника.
Працював на Юзівському металургійному заводі і на комбінаті «Союзхлеб». У 1925 році вступив до комсомолу, в 1927 — в партію.
З 1928 року на профспілковій, комсомольській і партійній роботі. З 1937 року секретар Доманівського райкому ВКП (б).
У березні 1940 року обраний другим секретарем Одеського міськкому ВКП (б). У серпні-жовтні 1941 року — організатор оборони міста від фашистів.
Після окупації Одеси німцями зарахований в РККА. Воював на Південному, Північно-Кавказькому, Закавказькому, Воронежском, Степовому і 1-му Українському фронтах. Нагороджений орденами Вітчизняної війни, Червоної Зірки, медалями.
У березні 1946 демобілізувався в званні підполковника. Обраний першим секретарем Воднотранспортного (пізніше Жовтневого) райкому партії. Під час «боротьби з космополітизмом» знятий з посади, працював в Одесі в різних організаціях.
Помер 14 червня 1985. Похований на 2-му міському кладовищі.
Рішенням сесії Одеської міської Ради від 22 червня 1971 Наумові Павловичу Гуревичу за великі заслуги в період оборони Одеси присвоєно звання почесного громадянина міста.
У кінофільмі «Поїзд до далекого серпня» (1971) за сценарієм Г. Поженяна роль Н. П. Гуревича виконав поет Йосип Бродський.